# Jouet moulé sous pression

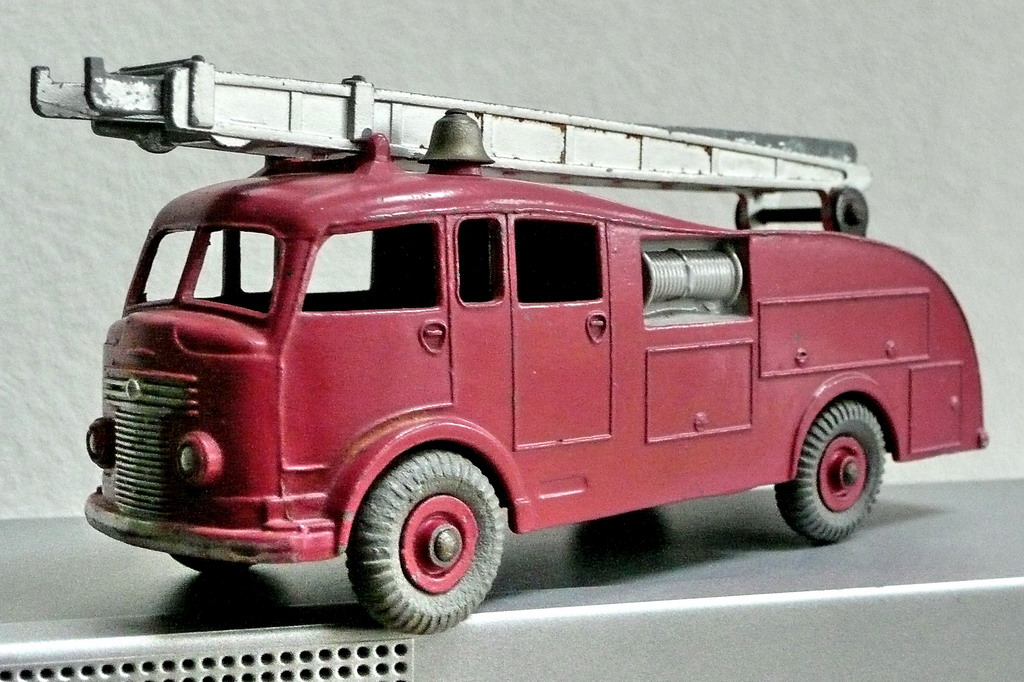
Jouet moulé sous pression Dinky Toys typique.

Un jouet moulé sous pression (en anglais : die-cast toy) est un jouet fabriqué à l'aide du procédé de moulage métallique sous pression consistant à mettre du plomb ou un alliage de zinc (zamak) en fusion dans un moule afin de produire une forme particulière. Malgré tout, ces jouets ne sont pas seulement en métal, ils peuvent être en plastique, en caoutchouc ou encore en verre selon la technique utilisée.
Le terme est notamment utilisé pour des modèles réduits, généralement des véhicules miniatures de collection avec des marques notables comme Dinky Toys ou Solido.